# Larry Micheaux
Larry Wayne Micheaux (Houston, 24 marzo 1960) è un ex cestista statunitense, professionista nella NBA in Italia e in Spagna.

## Carriera
Venne selezionato dai Chicago Bulls al secondo giro del Draft NBA 1983 (29ª scelta assoluta).